# 川山镇
川山镇，是中华人民共和国广西壮族自治区河池市环江毛南族自治县下辖的一个乡镇级行政单位。

## 行政区划
川山镇下辖以下地区：
由动社区、木论社区、琳琅村、同伴村、都川村、古宾村、五圩村、何顿村、社村、白丹村、下丰村、下干村、下久村、塘万村、茶江村、乐依村、顶吉村、洞敢村、东山村和下荣村。